# 1912 a tudományban
Az 1912. év a tudományban és a technikában.

## Díjak
- Nobel-díjak
  - Fizikai Nobel-díj: Nils Gustaf Dalén
  - Fiziológiai és orvostudományi Nobel-díj: Alexis Carrel
  - Kémiai Nobel-díj: Victor Grignard; Paul Sabatier

## Kémia
- Kazimierz Funk lengyel biokémikus kidolgozza a vitamin koncepcióját, e vegyületeket elsőként nevezi vital amin-oknak vagy vitamin-oknak, az élet aminóinak
- Wilbur Scoville amerikai vegyész a kapszaicin mérésére kidolgozza a róla elnevezett Scoville-skálát

## Geológia
- Alfred Wegener közzé teszi gondolatait a kontinensvándorlásról: Die Entstehung der Kontinente und Ozeane (A kontinensek és az óceánok eredete); először használja (január 6-án) a Pangea elnevezést

## Felfedezések
- március 7. – Roald Amundsen bejelenti, hogy expedíciójával – korábban, 1911. december 14-én – elérte el a Déli-sarkot

## Őslénytan
- Charles Dawson piltdowni ember bejelenti, hogy megtalálta a „hiányzó láncszem”-et, az ún. piltdowni embert. Bejelentése később az őslénytan történetének leghíresebb hamisítványának bizonyult

## Születések
- január 21. – Konrad Emil Bloch megosztott Nobel-díjas német-amerikai biokémikus († 2000)
- március 2. – Jánossy Lajos magyar fizikus, asztrofizikus, matematikus, a Magyar Tudományos Akadémia tagja († 1978)
- március 23. – Wernher von Braun német tudós, a náci megtorlófegyverek programjának vezetője, a németországi és az amerikai rakétafejlesztés egyik vezető alakja († 1977)
- április 19. – Glenn T. Seaborg megosztott Nobel-díjas amerikai vegyész († 1999)
- május 28. – Hans Julius Zassenhaus német matematikus, az absztrakt algebra kutatója, a számítógépes algebra egyik úttörője († 1991)
- május 30. – Julius Axelrod Nobel-díjas amerikai biokémikus, farmakológus († 2004)
- június 23. – Alan Turing brit matematikus, a modern számítógép-tudomány egyik "atyja" († 1954)
- július 21. – Itokava Hideo, japán rakétatechnika és űrprogram úttörő tudósa († 1999)
- augusztus 13. – Salvador Luria megosztott Nobel-díjas olasz-amerikai mikrobiológus és molekuláris biológus († 1991)
- augusztus 30. – Edward Mills Purcell megosztott Nobel-díjas amerikai fizikus († 1997)
- november 19. – George Emil Palade megosztott Nobel-díjas román-amerikai sejtbiológus († 2008)

## Halálozások
- február 10. – Joseph Lister angol sebész, az antiszeptikus sebészeti eljárások felfedezője és meghonosítója (* 1827)
- február 12. – Osborne Reynolds angol mérnök, fizikus, matematikus (* 1842)
- március 6. – August Toepler német fizikus, feltaláló (* 1836)
- március 29. – Robert Falcon Scott, a Déli-sark brit kutatója (* 1868)
- május 28. – Paul Émile Lecoq de Boisbaudran francia kémikus (* 1838)
- május 30. – Wilbur Wright, nevét testvérével együtt az első, gyakorlatban működő repülőgép megtervezésével és megépítésével kapcsolatban említik  (* 1867)
- július 17. – Henri Poincaré francia matematikus, fizikus és filozófus (* 1854)
- augusztus 8. – François-Alphonse Forel, a tavak tanulmányozásának úttörője, a limnológia megalapozója  (* 1841)
- december 7. – George Darwin angol természettudós, tudománytörténész, Charles Darwin fia (* 1845)